# Vasile Ianul
Vasile Ianul (1 de noviembre de 1945 - 20 de marzo de 2013) fue un jugador de fútbol profesional rumano más conocido por ser el presidente del FC Dinamo de Bucarest entre 1985 y 1994.

## Biografía
Vasile Ianul debutó como jugador de fútbol profesional en 1966 con el FC Politehnica Iași a la edad de 21 años. Jugó durante ocho temporadas en el club, retirándose en el mismo club en el que debutó. Posteriormente en 1981 formó parte de la directiva del Politehnica Iași siendo designado como presidente durante una legislatura. Tras unos meses se unió al FC Dinamo de Bucarest para formar parte del cuerpo técnico del club. Posteriormente se presentó como candidato a la presidencia del club, siendo elegido tras la votación. Estuvo dos legislaturas y media como presidente, ya que en 1994 renunció al cargo.

## Muerte
Vasile Ianul fue ingresado en el hospital de Iaşi tras sufrir un problema de salud grave, perdiendo el conocimiento tras ser ingresado. Tras diez días, el 20 de marzo de 2013, falleció a la edad de 67 años. Vasile padecía enfermedades como la obesidad mórbida, diabetes, enfermedades del corazón y daño neurológico, ya que se sospechaba que padecía la gripe porcina, lo que contribuyó a su salud, causando la muerte.

## Clubes

### Como entrenador
| Club                | País    | Año         |
| ------------------- | ------- | ----------- |
| FC Politehnica Iași | Rumania | 1966 - 1974 |

### Como presidente
| Club                  | País    | Año         |
| --------------------- | ------- | ----------- |
| FC Politehnica Iași   | Rumania | 1981 - 1985 |
| FC Dinamo de Bucarest | Rumania | 1985 - 1994 |

## Palmarés
- 1971/1972: Liga II - FC Politehnica Iași